# Storholmen (Kalixrivier)
Storholmen (groot eiland) is een ovaal schiereiland in de Zweedse Kalixrivier. Storholmen is door middel van twee landengtes aan de noordkant verbonden met de oostoever van de rivier, over die landengten voert een eigen weg. Er staan een tiental gebouwen verspreid over het eiland. Het eiland heeft een oppervlakte van ongeveer 10 hectare.